# 格雷茨-阿曼维利耶
格雷茨-阿曼维利耶（法語發音：[gʁɛts aʁmɛ̃vilje] ⓘ）是法国法蘭西島大區塞纳-马恩省的一个市镇。
该市镇原名“格雷茨”（Gretz），1950年更名为今天的“格雷茨-阿曼维利耶”（Gretz-Armainvilliers）。“阿曼维利耶”（Armainvilliers）是市镇北部的一片森林及湖泊的名称。